# Прапор Островів Кука

Співвідношення сторін: 1:2

Держа́вний пра́пор острові́в Ку́ка — прийнятий 4 серпня 1979 року.
Складається з 15 зірок на британському синьому кормовому прапорі (англ. Blue Ensign). Зірки символізують 15 островів держави.